# Martín Salas Ávila
Martín Enrique Salas Ávila (Montería, Córdoba, 19 de diciembre de 1964) es un abogado, escritor, poeta, y gestor cultural afrocolombiano. Es el director del antiguo Festival Internacional de Poesía en Cartagena de Indias, festival que cuenta con 24 versiones (incluyendo la del 2020). Fundador del taller de poesía Siembra. Después de una larga trayectoria con Siembra, el taller dejaría de funcionar en el año 2012.

## Biografía
Salas Ávila nació en la ciudad de Montería, en la Región Caribe de Colombia, sin embargo dejó el valle del Sinú para estudiar derecho en la Universidad de Cartagena donde se recibió como abogado de la Facultad de Derecho y Ciencias Políticas. También tiene estudios en Gestión Cultural y Derecho Probatorio. En 1984 fundó la revista Siembra, una publicación de información literaria y cultural que, posteriormente, derivó en la formación de una fundación homónima que desde 1995, desarrolla semanalmente talleres de poesía con el fin de encontrar jóvenes talentos.[cita requerida] Así mismo, a través de la mencionada fundación recauda fondos con patrocinadores privados para desarrollar desde 1997 el Festival Internacional de Poesía en Cartagena de Indias (Es uno de los festivales más antiguos de la ciudad con 24 versiones). En este festival se resalta la labor de sembrar en las nuevas voces poéticas cartageneras, de las que han creado buenos aportes en materia intelectual y artística.
De ideología política de izquierda, fue candidato al concejo de Cartagena de Indias por el Partido Verde en las Elecciones regionales de Colombia del 30 de octubre de 2011, donde fracasaría consiguiendo el 0,1% de los votos válidamente emitidos según información de la Registraduría Nacional del Estado Civil.
Ha sido invitado a numerosos eventos y festivales de poesía en América Latina y el Caribe. está casado con la también poeta Claudia Silgado y tiene un hijo Silvio Yarince  nacido en 1997.

## Obras
- Datos del Infeliz. (2009)
- Marrón. (2003)
- Parece que estoy solo en esta fría trampa del universo. (2002)
- Antología poética (2000, junto con René Arrieta y Dora Berdugo).
- Estaciones de un cuarto vacío. (1997).
- Mariamulata.
- Pelegrino Inmóvil. (2012)